# Krasnogorskiy Rayon (region i Kazakstan)
Krasnogorskiy Rayon är en region i Kazakstan.   Den ligger i oblystet Zjambyl, i den sydöstra delen av landet, 900 km söder om huvudstaden Astana.